# Ischnoscopa
Ischnoscopa és un gènere d'arnes de la família Crambidae. Conté només una espècie, Ischnoscopa chalcozona, que es troba a Sumbawa.